# Skärsjön (Järsnäs socken, Småland, 640529-143024)
Skärsjön är en sjö i Aneby kommun, Jönköpings kommun och Nässjö kommun i Småland och ingår i Motala ströms huvudavrinningsområde. Sjön är 16 meter djup, har en yta på 1,37 kvadratkilometer och befinner sig 256 meter över havet. Sjön avvattnas av vattendraget Lanån.

## Delavrinningsområde
Skärsjön ingår i det delavrinningsområde (640576-143196) som SMHI kallar för Utloppet av Skärsjön. Medelhöjden är 287 meter över havet och ytan är 10,36 kvadratkilometer. Räknas de 4 delavrinningsområdena uppströms in blir den ackumulerade arean 38,54 kvadratkilometer. Lanån som avvattnar avrinningsområdet har biflödesordning 2, vilket innebär att vattnet flödar genom totalt 2 vattendrag innan det når havet efter 268 kilometer. Delavrinningsområdet består mestadels av skog (70 %). Avrinningsområdet har 1,37 kvadratkilometer vattenytor vilket ger avrinningsområdet en sjöprocent på 13,2 %.